# (100087) 1993 BW9
(100087) 1993 BW9 es un asteroide perteneciente al cinturón de asteroides, descubierto el 22 de enero de 1993 por el equipo del Spacewatch desde el Observatorio Nacional de Kitt Peak, Arizona, Estados Unidos.